# Jacek Olejniczak (koszykarz)
Jacek Olejniczak (ur. 18 kwietnia 1975) – polski koszykarz występujący na pozycji środkowego.

## Osiągnięcia
Drużynowe
- Awans do:
  - PLK (1998, 2000, 2002)
  - I ligi (2006)

Indywidualne
- MVP meczu gwiazd I ligi (2007)[1]
- Uczestnik meczu gwiazd I ligi (2007)[1]
- Lider I ligi w skuteczności rzutów z gry (2007 – 69,1%)[2]